# 克拉克斯 (內布拉斯加州)
克拉克斯（英語：Clarks）是位於美國內布拉斯加州梅里克縣的村。

## 人口
根據2020年美國人口普查的數據，克拉克斯的面積為0.81平方千米，皆為陸地。當地共有人口344人，而人口密度為每平方千米425人。